# Itoplectis insularis
Itoplectis insularis är en stekelart som beskrevs av Hellen 1949. Itoplectis insularis ingår i släktet Itoplectis och familjen brokparasitsteklar. Inga underarter finns listade i Catalogue of Life.